# うるいど南
うるいど南（うるいどみなみ）は、千葉県市原市の市津地区にある町丁。現行行政地名はうるいど南一丁目からうるいど南七丁目。郵便番号は290-0170。

## 概要
都市再生機構施行の土地区画整理事業により整備され、質の高い生活環境を整えた住宅及び宅地が広がっている。また、帝京平成大学のキャンパスが存在している。約44haにも及ぶ太陽光発電システムが構築されており、「SDGs未来都市」の指定を受けている市原市の中でも特に環境的な配慮が多くなされている地区となっている。

## 地理
西以外のすべての方角で潤井戸、西は神崎と接している。町丁内は、標高40mから60mの北に向かって突き出した舌状台地と、それに切れ込む標高20mから30mほどの複数の谷戸を取り込んだ地形となっている。東西の境界部で2つの大きな谷戸に挟まれ、そこから小さな谷戸が台地に切れ込んでいる形となっている。事業実施前は地区東側の谷戸には水田や休耕田が広がっていた。また、うるいど自然公園は、公園南側に区画道路を築造するために、谷頭に高低差約20mの盛土造成を実施している。

## 都市計画
都市計画においては、うるいど南一丁目からうるいど南三丁目の大部分が第一種低層住居専用地域、うるいど南一丁目からうるいど南三丁目のその他の区域が第一種住居地域、うるいど南四丁目の全域が第一種中高層住居専用地域、うるいど南五丁目及びうるいど南六丁目が工業地域、うるいど南七丁目が準工業地域に指定されている。

## 地価
国土交通省調査による公示地価は令和4年1月1日現在、うるいど南3丁目13番地19で41,400円/m2である。

## 歴史

### 団地開発事業
市原市内の都市再生機構によって開発された団地では千原台ニュータウンに続く2例目となっている。
| 開発主体 | 都市再生機構   |
| 総事業費 | 19,233,409千円 |
| 区画     | 2,481区画      |
| 面積     | 約131ha        |
| 計画人口 | 9,600人        |
| 計画戸数 | 2,470戸        |
| 新町丁字 | うるいど南     |
| 旧町丁字 | 潤井戸         |

### 沿革
- 1963年5月1日 - 市原郡の市津町他5町が合併して市原市市制施行[7]。
- 1993年9月18日 - 都市再生機構による市原市都市計画事業潤井戸特定土地区画整理事業決定[5]。
- 1995年12月26日 - 市原市都市計画事業潤井戸特定土地区画整理事業施行認可[5]。
- 2006年7月1日 - 市原市都市計画事業潤井戸特定土地区画整理事業区域の仮換地指定[5]。
- 2010年3月26日 - 市原市都市計画事業潤井戸特定土地区画整理事業区域の換地処分が完了しうるいど南として分離する[7]。

## 世帯数と人口
2022年4月1日現在の世帯数と人口は以下の通りである。
| 町丁字           | 世帯数  | 人口    | 人口  | 人口  | 人口     | 人口     | 人口 | 人口 |
| 町丁字           | 世帯数  | 人口    | 若年  | 若年  | 生産年齢 | 生産年齢 | 高齢 | 高齢 |
| ---------------- | ------- | ------- | ----- | ----- | -------- | -------- | ---- | ---- |
| うるいど南一丁目 | 250世帯 | 641人   | 190人 | 29.6% | 425人    | 66.3%    | 26人 | 4.1% |
| うるいど南二丁目 | 225世帯 | 631人   | 213人 | 33.8% | 394人    | 62.4%    | 24人 | 3.8% |
| うるいど南三丁目 | 448世帯 | 1,363人 | 479人 | 35.1% | 840人    | 61.6%    | 44人 | 3.3% |
| うるいど南四丁目 | 1世帯   | 2人     | 0人   | 0.0%  | 2人      | 100.0%   | 0人  | 0.0% |
| うるいど南五丁目 | 0世帯   | 0人     | 0人   | 0.0%  | 0人      | 0.0%     | 0人  | 0.0% |
| うるいど南六丁目 | 0世帯   | 0人     | 0人   | 0.0%  | 0人      | 0.0%     | 0人  | 0.0% |
| うるいど南七丁目 | 0世帯   | 0人     | 0人   | 0.0%  | 0人      | 0.0%     | 0人  | 0.0% |
| 計               | 924世帯 | 2,637人 | 882人 | 33.4% | 1,661人  | 63.0%    | 94人 | 3.6% |

## 通学区域
市立小学校・市立中学校及び県立高等学校の通学区域は以下の通りである。
| 町丁字           | 番地 | 小学校             | 中学校             | 高等学校 |
| ---------------- | ---- | ------------------ | ------------------ | -------- |
| うるいど南一丁目 | 全域 | 市原市立湿津小学校 | 市原市立湿津中学校 | 第9学区  |
| うるいど南二丁目 | 全域 | 市原市立湿津小学校 | 市原市立湿津中学校 | 第9学区  |
| うるいど南三丁目 | 全域 | 市原市立湿津小学校 | 市原市立湿津中学校 | 第9学区  |
| うるいど南四丁目 | 全域 | 市原市立湿津小学校 | 市原市立湿津中学校 | 第9学区  |
| うるいど南五丁目 | 全域 | 市原市立湿津小学校 | 市原市立湿津中学校 | 第9学区  |
| うるいど南六丁目 | 全域 | 市原市立湿津小学校 | 市原市立湿津中学校 | 第9学区  |
| うるいど南七丁目 | 全域 | 市原市立湿津小学校 | 市原市立湿津中学校 | 第9学区  |

## 施設
町丁内及びその周辺の施設は以下の通りである。

### 生活系
- 市原市立湿津小学校[注釈 1]
- 市原市立湿津中学校[注釈 1]
- 帝京平成大学千葉キャンパス
- ホームプラザナフコ市原東店

### 工業系
- 電洋社千葉営業所
- 仙台銘板千葉営業所
- 長尾製缶所
- 丸金印刷市原工場

### 公園等
- うるいど自然公園
- うるいど里山広場
- サクラさくさく公園
- こぶしのおか公園
- 潤井戸ふれあい公園
- うるいど1号緑地
- うるいど2号緑地
- 水神宮石碑

## 交通

### 鉄道
字内に駅はないが最寄りは以下の通りである。
- 京成電鉄千原線 - ちはら台駅
- JR東日本内房線 - 八幡宿駅

### バス
- 小湊鉄道

### 道路
1. 国道
  - なし
2. 県道
  - なし
3. 主要市道
  - 潤井戸南線（瓦窯通り）